# World Padel Tour 2019
El World Pádel Tour 2019 es la séptima edición del circuito profesional World Padel Tour. Esta edición, que se celebrará durante 2019, constará de 19 pruebas en 7 países diferentes, siendo la edición más internacional de la historia del circuito hasta entonces.
Como novedades de esta edición, el circuito contará con pruebas en Marbella, Logroño, Vigo y Menorca a nivel nacional, y con nuevas pruebas internacionales en Sao Paulo, Londres y México. Mientras, el Máster Final se trasladará de Madrid al Anillo Olímpico de Montjuic, en Barcelona.

## Calendario
| Torneo              | Ciudad           | País        | Fecha                               |
| ------------------- | ---------------- | ----------- | ----------------------------------- |
| Marbella Master     | Marbella         | España      | 19 de marzo - 24 de marzo           |
| Logroño Open        | Logroño          | España      | 9 de abril - 14 de abril            |
| Alicante Open       | Alicante         | España      | 23 de abril - 28 de abril           |
| Vigo Open           | Vigo             | España      | 7 de mayo - 12 de mayo              |
| Jaén Open           | Jaén             | España      | 21 de mayo - 26 de mayo             |
| Buenos Aires Master | Buenos Aires     | Argentina   | 4 de junio - 9 de junio             |
| Valladolid Master   | Valladolid       | España      | 18 de junio - 23 de junio           |
| Bastad Open         | Bastad           | Suecia      | 25 de junio - 30 de junio           |
| Valencia Open       | Valencia         | España      | 9 de julio - 14 de julio            |
| Mijas Open          | Mijas            | España      | 6 de agosto - 11 de agosto          |
| Madrid Master       | Madrid           | España      | 3 de septiembre - 8 de septiembre   |
| Portugal Master     | Cascais          | Portugal    | 17 de septiembre - 22 de septiembre |
| Menorca Open        | Mahón            | España      | 8 de octubre - 13 de octubre        |
| Londres Master      | Londres          | Reino Unido | 15 de octubre - 20 de octubre       |
| Santander WOpen     | Santander        | España      | 29 de octubre - 3 de noviembre      |
| Córdoba Open        | Córdoba          | España      | 12 de noviembre - 17 de noviembre   |
| São Paulo Open      | São Paulo        | Brasil      | 19 de noviembre - 24 de noviembre   |
| México Open         | Ciudad de México | México      | 26 de noviembre - 1 de diciembre    |
| Master Final        | Barcelona        | España      | 12 de diciembre - 15 de diciembre   |

## Campeones por torneo

### Competición masculina
| Torneo          | Ganadores                            | Finalistas                               | Resultado          |
| --------------- | ------------------------------------ | ---------------------------------------- | ------------------ |
| Marbella        | Sanyo Gutiérrez y Maxi Sánchez       | Paquito Navarro y Juan Lebrón            | 6-1 y 7-6          |
| Logroño         | Sanyo Gutiérrez y Maxi Sánchez       | Paquito Navarro y Juan Lebrón            | 7-6 y 7-6          |
| Alicante        | Paquito Navarro y Juan Lebrón        | Fernando Belasteguin y Pablo Lima        | 3-6, 7-6 y 6-2     |
| Vigo            | Sanyo Gutiérrez y Maxi Sánchez       | Paquito Navarro y Juan Lebrón            | 6-3, 6-4           |
| Jaén            | Paquito Navarro y Juan Lebrón        | Sanyo Gutiérrez y Maxi Sánchez           | 7-5, 6-4           |
| Buenos Aires    | Alejandro Galán y Juani Mieres       | Fernando Belasteguin y Pablo Lima        | 5-5 y lesión       |
| Valladolid      | Paquito Navarro y Juan Lebrón        | Alejandro Galán y Juani Mieres           | 6-7 (4), 6-4 y 6-4 |
| Bastad          | Paquito Navarro y Juan Lebrón        | Matías Díaz y Franco Stupaczuk           | 6-3 y 7-6          |
| Valencia        | Alejandro Galán y Pablo Lima         | Agustín Gómez Silingo y Adrián Allemandi | 6-7, 7-5 y 6-3     |
| Mijas           | Alejandro Galán y Pablo Lima         | Jorge Nieto y Javier Rico                | 7-6 y 6-4          |
| Madrid          | Fernando Belasteguín y Agustín Tapia | Sanyo Gutiérrez y Maxi Sánchez           | 6-4 y 6-4          |
| Cascais         | Alejandro Galán y Pablo Lima         | Juan Tello y Federico Chingotto          | 6-4 y 6-4          |
| Menorca         | Sanyo Gutiérrez y Maxi Sánchez       | Javi Ruiz y Uri Botello                  | 6-4 y 6-3          |
| Londres         | Cancelado                            |                                          |                    |
| Santander WOpen | No se disputó - Torneo femenino      |                                          |                    |
| Córdoba         | Matías Díaz y Franco Stupaczuk       | Paquito Navarro y Juan Lebrón            | 6-3 y 6-3          |
| São Paulo       | Paquito Navarro y Juan Lebrón        | Javi Ruiz y Uri Botello                  | 6-3 Y 6-2          |
| México          | Sanyo Gutiérrez y Maxi Sánchez       | Paquito Navarro y Juan Lebrón            | 6-7, 7-6 Y 6-2     |
| Máster Final    | Alejandro Galán y Pablo Lima         | Fernando Belasteguín y Agustín Tapia     | 7-6 y 6-3          |

### Competición femenina
| Torneo          | Ganadores                                   | Finalistas                                  | Resultado      |
| --------------- | ------------------------------------------- | ------------------------------------------- | -------------- |
| Marbella        | Marta Marrero y Marta Ortega                | Alejandra Salazar y Ariana Sánchez          | 4-6, 6-1 y 6-4 |
| Logroño         | Marta Marrero y Marta Ortega                | Alejandra Salazar y Ariana Sánchez          | 4-6, 7-5 y 6-3 |
| Alicante        | Alejandra Salazar y Ariana Sánchez          | Majo Sánchez Alayeto y Delfi Brea           | 6-2 y 7-5      |
| Vigo            | Marta Marrero y Marta Ortega                | Gemma Triay y Lucía Sainz                   | 6-2 y 6-2      |
| Jaén            | Alejandra Salazar y Ariana Sánchez          | Marta Marrero y Marta Ortega                | 7-5, 2-6 y 7-5 |
| Buenos Aires    | No se disputó - Torneo masculino            |                                             |                |
| Valladolid      | Alejandra Salazar y Ariana Sánchez          | Marta Marrero y Marta Ortega                | 5-7, 6-1 y 6-4 |
| Bastad          | Marta Marrero y Marta Ortega                | Ana Catarina Nogueira y Paula Josemaría     | 6-2 y 6-1      |
| Valencia        | Marta Marrero y Marta Ortega                | Alejandra Salazar y Ariana Sánchez          | 6-3 y 6-2      |
| Mijas           | Alejandra Salazar y Ariana Sánchez          | Ana Catarina Nogueira y Paula Josemaría     | 6-3 y 6-4      |
| Madrid          | Ana Catarina Nogueira y Paula Josemaría     | Elisabeth Amatriaín y Patricia Llaguno      | 6-4 y 6-3      |
| Cascais         | Marta Marrero y Marta Ortega                | Alejandra Salazar y Ariana Sánchez          | 7-5 y 6-3      |
| Menorca         | Mapi Sánchez Alayeto y Majo Sánchez Alayeto | Alejandra Salazar y Ariana Sánchez          | 5-7, 7-6 y 6-1 |
| Londres         | Cancelado - Torneo masculino                |                                             |                |
| Santander WOpen | Gemma Triay y Lucía Sainz                   | Mapi Sánchez Alayeto y Majo Sánchez Alayeto | 6-2, 6-7 y 6-4 |
| Córdoba         | Marta Marrero y Marta Ortega                | Elisabeth Amatriaín y Patricia Llaguno      | 6-2 y 6-0      |
| São Paulo       | No se disputó - Torneo masculino            |                                             |                |
| México          | No se disputó - Torneo masculino            |                                             |                |
| Máster Final    | Alejandra Salazar y Ariana Sánchez          | Marta Marrero y Marta Ortega                | 7-5, 3-6 y 7-6 |

## Ranking a final de temporada

### Ranking Masculino
| Ranking | Nombre               | País      | Puntos | Vencedor                                             | Finalista                                |
| ------- | -------------------- | --------- | ------ | ---------------------------------------------------- | ---------------------------------------- |
| 1       | Paquito Navarro      | España    | 11.310 | Alicante, Jaén, Valladolid, Bastad, São Paulo        | Marbella, Logroño, Vigo, Córdoba, México |
| 1       | Juan Lebrón          | España    | 11.310 | Alicante, Jaén, Valladolid, Bastad, São Paulo        | Marbella, Logroño, Vigo, Córdoba, México |
| 3       | Alejandro Galán      | España    | 10.690 | Buenos Aires, Valencia, Mijas, Cascais, Máster Final |                                          |
| 4       | Sanyo Gutiérrez      | Argentina | 10.110 | Marbella, Logroño, Vigo, Menorca, México             | Jaén, Madrid                             |
| 4       | Maxi Sánchez         | Argentina | 10.110 | Marbella, Logroño, Vigo, Menorca, México             | Jaén, Madrid                             |
| 6       | Pablo Lima           | Brasil    | 9.770  | Valencia, Mijas, Cascais, Máster Final               | Buenos Aires                             |
| 7       | Fernando Belasteguín | Argentina | 7.915  | Madrid                                               | Máster Final                             |
| 8       | Agustín Tapia        | Argentina | 5.610  | Madrid                                               | Máster Final                             |
| 9       | Franco Stupaczuk     | Argentina | 5.310  | Córdoba                                              | Bastad                                   |
| 10      | Matías Díaz          | España    | 5.105  | Córdoba                                              | Bastad                                   |
| 11      | Juani Mieres         | España    | 4.820  | Buenos Aires                                         | Valladolid                               |
| 12      | Javi Ruiz            | España    | 4.700  |                                                      | Menorca, São Paulo                       |
| 12      | Uri Botello          | España    | 4700   |                                                      | Menorca, São Paulo                       |
| 14      | Federico Chingotto   | Argentina | 4.085  |                                                      | Cascais                                  |
| 14      | Juan Tello           | Argentina | 4.085  |                                                      | Cascais                                  |

### Ranking femenino
| Ranking | Nombre                | País      | Puntos | Vencedora                                                   | Finalista                                     |
| ------- | --------------------- | --------- | ------ | ----------------------------------------------------------- | --------------------------------------------- |
| 1       | Marta Marrero         | España    | 11.710 | Marbella, Logroño, Vigo, Bastad, Valencia, Cascais, Córdoba | Jaén, Valladolid, Máster Final                |
| 2       | Marta Ortega          | España    | 11.710 | Marbella, Logroño, Vigo, Bastad, Valencia, Cascais, Córdoba | Jaén, Valladolid, Máster Final                |
| 3       | Alejandra Salazar     | España    | 9.960  | Alicante, Jaén, Mijas, Máster Final                         | Marbella, Logroño, Valencia, Cascais, Menorca |
| 4       | Ariana Sánchez        | España    | 9.960  | Alicante, Jaén, Mijas, Máster Final                         | Marbella, Logroño, Valencia, Cascais, Menorca |
| 5       | Majo Sánchez Alayeto  | España    | 6.320  | Menorca                                                     | Alicante, Santander WOpen                     |
| 6       | Ana Catarina Nogueira | Portugal  | 5.820  | Madrid                                                      | Mijas                                         |
| 7       | Paula Josemaría       | España    | 5.820  | Madrid                                                      | Mijas                                         |
| 8       | Gemma Triay           | España    | 5.140  | Santander WOpen                                             |                                               |
| 8       | Lucía Sainz           | España    | 5.140  | Santander WOpen                                             |                                               |
| 10      | Elisabet Amatriaín    | España    | 5.100  |                                                             | Madrid, Córdoba                               |
| 10      | Patricia Llaguno      | España    | 5.100  |                                                             | Madrid, Córdoba                               |
| 12      | Delfina Brea          | Argentina | 4.840  |                                                             | Alicante                                      |
| 13      | Beatriz González      | España    | 2.890  |                                                             |                                               |
| 14      | Mapi Sánchez Alayeto  | España    | 2.880  | Menorca                                                     |                                               |
| 15      | Carolina Navarro      | España    | 2.640  |                                                             |                                               |
| 15      | Cecilia Reiter        | Argentina | 2.640  |                                                             |                                               |